# 印第安保留地

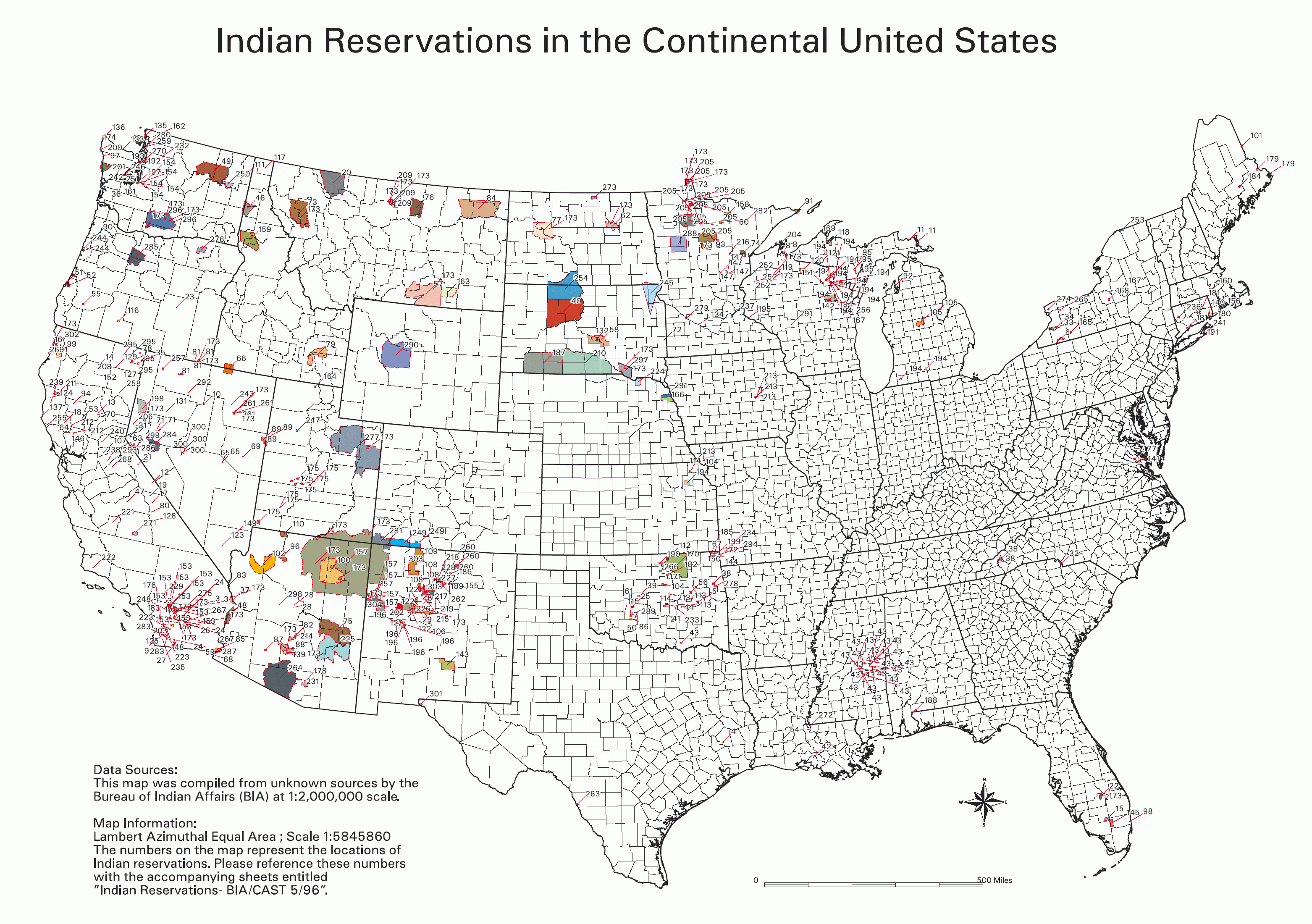
美国印第安保留地地图

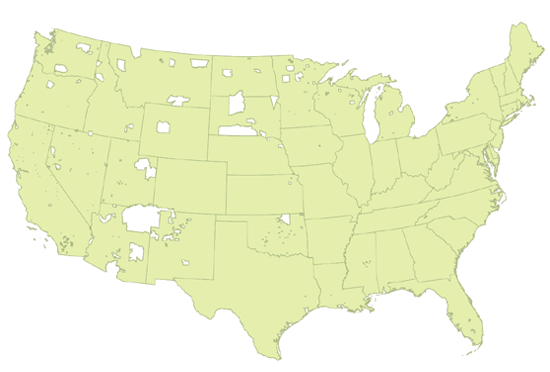
美国印第安保留地（反白）地图

印第安保留地（英語：Indian reservation）或国内属国（英語：Domestic dependent nation）是由美國印第安人部落管理的地区，這些地方因為擁有自己的部落主權，属于一级行政区。
雖然與美國的各州同等級，符合一個國家應該具備主權的政府、公民的要素定義，就理论上，也是與州一樣規格的一個獨立政治實體，但這些行政區仍歸類在各州的領土內，由聯邦或各州將權力交由美國印第安人部落託管，是美利坚合众国的印地安民族的特殊行政区划。
由美国内政部印第安事务局负责規劃。
美国目前有326个保留地，意味着全国550余个聯邦認定的部落并不是都有保留地；某些部落有多于一个，某些没有，或者一個保留地裡面有多個部落等。由于印第安人的分布错综复杂，在某保留地内部常常有其它部落或者非保留地的飞地。

## 概要
目前保留地面积总计约225410平方公里，略小於老挝或中国广西壮族自治区，占美国领土面积的2.3%。有12个保留地面积比最小的州（罗德岛州）还要大。9个保留地面积大于第二小的特拉华州。纳瓦霍族保留地是美国最大的印第安保留地，其面积和西維吉尼亞州或獅子山接近。美国大部分的保留地位于密西西比河以西地区，根据早年與印第安人簽定的协议或者从公共领地中劃分而成。
第一个保留地于1758年8月29日在新泽西州南部建立。截至2012年，美國境內的250萬美洲原住民當中有100萬居住在印第安保留地。
因为美國原住民部落擁有有限的部落主权，因此保留地内的法律不同于周围地区。这些法律可能会允许该地区可以像拉斯維加斯那樣建立赌场以吸引游客。其地方政府产生方法也具有部落特色。大部分保留地由联邦政府設立，之後行政權力便交還給當地原住民族，少数位于东部州的保留地由各州認定。
不過部落主權法律豁免權可能會遭到濫用，是由於其是由聯邦政府負責監督的，所以如果某些可疑行為被州政府察覺，也難以調查，因為那不屬於州政府的管轄範圍內。

## 比較
中國和西方都有學者將中國土司制度與美國印第安保留地比較的描述。

## 另見
- 自治區
- 加拿大原住民保留區